# Alfred Daniel
Pour les articles homonymes, voir Daniel.
Alfred Daniel, né le 9 juin 1844 à Pipriac et mort le 14 novembre 1931 à Rennes, est un homme politique français. Il est maire de Rennes à la suite d'élections municipales partielles du 2 décembre 1923, jusqu'aux élections de mai 1925.

## Biographie
Fils d’un agent-voyer, il choisit le même profession que son père en entrant au service vicinal de Redon  à l’âge de 17 ans et demi. En 1883, il est nommé au même poste à Rennes et devient en plus secrétaire du service vicinal de la ville. Adjoint aux travaux publics de Jean Janvier, maire radical de Rennes, il est élu maire à la suite du décès de ce dernier le 26 octobre 1923. Son élection a lieu le 2 décembre 1923, après des élections municipales partielles organisées pour remplacer deux conseillers municipaux décédés ; il est alors âgé de près de 80 ans, même si son « aspect [est] encore robuste » . Son court mandat a été marqué par l’achèvement des travaux entrepris par son prédécesseur : aménagement du square de Villeneuve, poursuite des travaux de la piscine Saint-Georges (inaugurée le 21 juin 1926) et du Palais du Commerce (achevé en 1930).
Lors des élections municipales de 1925, il ne se représente pas et laisse le soin à MM. Jambon et Véron de mener la « liste d’union républicaine ». Cette liste est battue dès le premier tour par la « liste républicaine de gauche » sur laquelle est élu Carle Bahon qui lui succède à la mairie.